# Fort Resolution
Fort Resolution – miejscowość w Kanadzie, w Terytoriach Północno-Zachodnich, nad Wielkim Jeziorem Niewolniczym. Według danych na rok 2020 liczyła 448 mieszkańców.